# Caroline Laforge
Caroline Laforge (28 april 1992) is een Belgisch voormalig volleybalster.

## Levensloop
Tijdens haar jeugd was Laforge actief bij ASVC Chapelle. Deze club verliet ze in 2011 om aan te sluiten bij Dauphines Charleroi, waarmee ze in haar eerste seizoen de Beker van België won. In 2016 maakte ze de overstap naar VC Oudegem. Vervolgens werd ze actief bij VC Lessines-Flobecq, alwaar ze in 2019 haar spelerscarrière beëindigde. Later legde ze zich toe op crossfit.
Haar zus Céline was eveneens actief in het volleybal. Toen beide dames bij Dauphines Charleroi actief waren, besloot Caroline haar voornaam met een 'K' te spellen om verwarring op het veld te voorkomen.